# Боровичко језеро
Боровичко језеро је вештачко језеро које се налази у северном делу Црне Горе, у општини Пљевља. Смештено је на око 6  од Пљеваља, а удаљено је свега 300  од магистралног пута Пљевља – Ђурђевића Тара.
Језеро има површину од приближно 22  и дубину која варира од 1 до 40 . Због своје природне лепоте и погодних услова, представља популарно место за рекреацију и риболов.

## Настанак
Боровичко језеро је настало након престанка експлоатације угља у боровичком басену, пре око 15 година. Временом се котлина испунила водом из два потокa, Љућаникa и Смрданa, као и из неколико подземних извора. Вода из језера отиче у реку Везишница, а на месту излива има велики проток.

## Биљни и животињски свет
У језеру обитава велики број рибљих врста. Најзаступљенији су: клен, бабушка, шаран, гргеч, пастрмка, кркуша, гаовица и нераст.
Неке од ових врста су у језеро унесене из других водених система:
- крап и гргеч из Скадарског језера,
- шаран дивљак и голаћ из Билећког језера,
- бабушка из Змињичког језера.

Друге врсте, као што су клен, гаовица и пастрмка, саме су населиле језеро кроз повезане водотоке, посебно преко потока који отиче у Везишницу.
Посебно занимљива појава је присуство шкољки у приобалном делу, које су највероватније унесене преко птичијег измета. Шкољке су важан извор хране за шаране, који се у овом језеру веома брзо развијају. Беле рибе има у великом броју, што је последица одсуства већих предатора, осим понеке пастрмке и видре.

## Туризам
Околина језера уређена је за одмор и рекреацију. Подигнуте су кућице и мањи објекти за боравак у природи. Посебно је популарно међу љубитељима шаранског риболова, због изузетно повољних услова — приступачне обале, мирног окружења и богатог рибљег фонда.